# Dumitru Popescu (deputat)
Dumitru Popescu (n. 9 septembrie 1935, Polovragi, Gorj, România) este un fost deputat român în legislatura 1996-2000, ales în județul Gorj pe listele partidului PDSR. În cadrul activității sale parlamentare, Dumitru Popescu a fost membru în grupurile parlamentare de prietenie cu Republica Coasta de Fildeș și Republica Bulgaria. În perioada 1992-1996, Dumitru Popescu a fost ministrul industriilor.

## Legături externe
- Dumitru Popescu (deputat) Arhivat în 27 mai 2024, la Wayback Machine. la cdep.ro